# Кудрявцев-Платонов, Виктор Дмитриевич
Виктор Дмитриевич Кудрявцев-Платонов (3 [15] октября 1828, погост Кудерев (Кудерёво), Псковская губерния — 3 [15] декабря 1891, Сергиев Посад) — русский религиозный философ

, профессор Московской духовной академии. 

## Биография
Родился в семье полкового священника. Разъезжая с родителями по стране, сменил много учебных заведений, начав учиться в Свенцинском уездном училище для дворян. С 1840 года начал учиться в Варшавском духовном училище, окончив которое продолжал образование в Волынской, Могилёвской и Черниговской духовных семинариях.
В 1848 году поступил в Московскую духовную академию. Во время учёбы он проявил себя как очень способный ученик, и был удостоен именной стипендии митрополита Платона, особенностью которой было то, что получивший её имел право носить почётную фамилию Платонов. Окончив Академию первым на курсе и получив степень магистра богословия за работу «О единстве рода человеческого» (первоначальное название — «О происхождении всех людей от одной четы») (1852), Кудрявцев-Платонов остался преподавать библейскую историю и греческий язык, а в октябре 1854 года после кончины профессора философии Ф. А. Голубинского назначен его преемником на кафедре философии и преподавал метафизику, историю древней и новой философии; в ноябре был удостоен звания магистра богословия. В 1857 году был возведён в звание экстраординарного, а в 1858 году — ординарного профессора.
Несколько раз ему предлагали места в университетах. В 1861 году Е. В. Путятин предложил ему место в Императорском Санкт-Петербургском университете, но Кудрявцев-Платонов не желал менять место работы, оставаясь в любимой им духовной академии. Весь 1861 год он преподавал логику и метафизику цесаревичу Николаю Александровичу и психологию Николаю Максимилиановичу; в это время в МДА его подменял П. М. Хупотский. От пожизненной ренты, которая предлагалась наставникам цесаревичей, Кудрявцев-Платонов, по совету митрополита Филарета, отказался, и взамен был награждён орденом.
В 1864 году закончил составлять курс лекций по истории древней философии. С августа 1870 года он состоял помощником ректора (деканом) на богословском отделении Московской духовной академии. В конце января 1873 года им была защищена докторская диссертация «Религия, её сущность и происхождение» и в апреле был утверждён в степени доктора философии.
В начале 1880-х годов, когда был отменён академический устав 1869—1870 гг., он отстял три философские кафедры: метафизики с логикой, психологии и истории философии, а также добился разделения общей кафедры русской словесности и иностранных литератур на две самостоятельные. К этому времени относится его работа в учреждённом при Синоде Комитете для преобразования духовных учебных заведений; им была составлена программа философского курса для духовных семинарий.
В январе 1891 года умерла жена Капитолина Васильевна (урождённая Зверева). Виктор Дмитриевич тяжело пережил эту утрату, усугубившую его и без того плохое состояние (он страдал хроническим катаром дыхательных путей), и в конце года скончался.

## Сочинения
Занимаясь философией, Кудрявцев-Платонов ставил себе целью приобщиться к тайнам мироздания через разум. Одной из главных тем, интересовавших философа было обоснование бытия Бога. Не берясь доказать абсолютную идею бытия Божия, он стремился лишь к ограниченному познанию. Происхождение религии он выводил из непосредственного действия Божества на дух человека и ответного внутреннего ощущения человеком Божества: 

…Невозможно сколько-нибудь удовлетворительно для разума объяснить такое существование и всеобщее явление жизни рода человеческого, как религия, без признания истины бытия Существа верховного как высочайшего предмета религиозной веры— В. Д. Кудрявцев-Платонов. Сочинения. — Сергиев-Посад, 1893. — Т. II. — Вып. 1. — С. 132
- О единстве рода человеческого (магистерская диссертация).// Прибавления к творениям св. Отцев. — 1852. Т.XI, 1853 Т.XII, 1854 Т.XIII.
- Религия, её сущность и происхождение. Сергиев Посад, 1879.
- Метафизический анализ идеального познания. Харьков, 1889.
- Введение в философию и Начальные основания философии. Москва. 1889—1890.
- Сочинения. Т. I—II. Сергиев Посад, 1892—1893.

В. Д. Кудрявцев-Платонов печатался во многих периодических изданиях таких как: «Прибавления к Творениям св. Отцев», «Православное обозрение», «Вера и Разум» (Харьков).

### Статьи
- О единобожии, как первоначальном виде религии рода человеческого // Прибавления к Творениям св. Отцев. — 1857. ч. XVI
- Безусловный прогресс и истинное усовершенствование рода человеческого. //Прибавления к Творениям св. Отцев. — 1860. ч. XIX
- О первоначальном происхождении на земле рода человеческого. // Православное обозрение. — 1860. кн. 2 и 3.
- О религиозном индифферентизме. // Духовная беседа. — 1861. — Т.XIV
- Энциклопедический словарь, составленный русскими учеными и литераторами. Т.I — V, СПб, 1861—1862. (Прибавления к Творениям св. Отцев. — 1863. ч. XXII)
- Об источнике идеи Божества. // Прибавления к Творениям св. Отцев. — 1865. ч. XXIII
- О Промысле. // Прибавления к Творениям св. Отцев. — 1871. ч. XXIV
- Критический разбор учения О. Конта о трёх методах философского познания (речь на годичном акте академии 1 октября 1874 года)
- Религия и позитивная философия. // Православное обозрение. — 1875 № 3
- Теоеологическая идея и материализм. // Православное обозрение. — 1877 № 1, 3, 9.
- Теоеологическое значение природы. // Православное обозрение. — 1878 № 2.
- Материалистический атомизм. // Прибавления к Творениям св. Отцев. — 1880. ч. XXVI
- Самостоятельность начала органической жизни. // Прибавления к Творениям св. Отцев. — 1881. ч. XXVII и XXVIII
- О происхождении органических существ. // Прибавления к Творениям св. Отцев. — 1883. ч. XXIX